# Arboreto y Jardín Botánico de Sajalín
El Arboreto y Jardín Botánico de Sajalín o Jardín-Instituto botánico, rama del extremo oriente de la academia rusa de ciencias (en ruso: Ботанического сада-Сахалин ДВО РАН) es un jardín botánico que se encuentra en Sajalín, depende administrativamente de la Academia rusa de las Ciencias siendo un jardín botánico satelital del Jardín Botánico de Vladivostok. Es miembro del BGCI, y presenta trabajos para la « Agenda Internacional para la Conservación en los Jardines Botánicos ». Su código de reconocimiento internacional como institución botánica, así como las siglas de su herbario es VLA.

## Localización
Sakhalinsk Botanic Garden and Arboretum Far East Branch of Russian Academy of Sciences, St. Gorkogo, 21, a/R 21, Juzhno-Sackalinsk 6930113
Sakhalinsk-Sajalín, Russian Federation-Rusia.
46°57′40.3194″N 142°43′54.8394″E / 46.961199833, 142.731899833

## Historia
Fue creado en 1966 como ampliación y subordinado del creado anteriormente Jardín Botánico de Vladivostok que es el que  proporciona la directrices científicas en los establecimientos de los jardines botánicos de Sajalín y de Amur que funcionan bajo esta lejana ramificación de la Academia rusa de las Ciencias. 
Consta también de los arboretos del Instituto de investigación en silvicultura de extremo oriente de Jabárovsk y Dolinsk, en la región de Sajalín.
Actualmente, el Jardín-Instituto Botánico es el único instituto de investigación completamente botánico en el extremo oriente ruso, conduciendo la investigación científica en tres direcciones importantes: 
- Fundamentos biológicos de la introducción de la planta
- Protección del patrimonio genético de la flora del extremo oriente ruso.
- Cambios artificiales inducidos en las plantas.

Por otra parte, la tarea principal del jardín es la de separar el conocimiento científico en sus respectivas ramas de la ciencia y la de educar en la ecología al público en general. 

## Colecciones
Entre sus colecciones destacan:
- Colección de la Flora Regional,
- Plantas Ornamentales,
- Colecciones de Rosas,
- Sorbus,
- Iris,
- Cactaceae,
- Crataegus,
- Cerasus.

## Actividades
El jardín botánico posee una plantilla de personal de casi noventa personas, y la mitad de ellas se asigna a las unidades de investigación. 
- El jardín tiene cuatro laboratorios: 
  - Introducción de las plantas de porte arbóreo.
  - Introducción y la selección de las plantas decorativas de flor (con el invernadero).
  - Estudio de la flora del extremo oriente ruso (con el herbario).
  - Supervisión de la cubierta de vegetación.
- En 1997, el jardín organizó un museo botánico-ecológico.
- Para mejorar la enseñanza pública, se está organizando un "centro de jardín educativo" .

La cooperación internacional se está afianzando con el intercambio de semillas y esporas (índice Seminum), de las plantas al encontrarse en calidad de miembro en la Conservación Botánica Internacional de los Jardines Botánicos (Botanic Garden Conservation International) (BGCI) y otras organizaciones.